# 大島智子 (イラストレーター)
大島 智子（おおしま ともこ）は、日本のイラストレーター、映像作家、漫画家。
女子美術大学メディアアート学科卒業。所属事務所は術ノ穴。

## 経歴
神奈川県横浜市出身。2010年ごろからイラストレーションを元にしたGIFアニメをTumblr上で公開。
2011年、「ガストでもロイホでもラブホでもいいよ。」が第17回学生CGコンテストの最終ノミネート。
2012年より泉まくらのアルバムジャケットを担当している。
2017年3月、術ノ穴へ加入。

## 主な作品

### イラスト
- 泉まくら  「卒業と、それまでのうとうと」(2012年、術ノ穴）- ジャケットイラスト
- 泉まくら 「マイルーム、マイステージ」(2013年、術ノ穴）- ジャケットイラスト
- 宇宙ネコ子とラブリーサマーちゃん 「宇宙ネコ子とラブリーサマーちゃん」(2014年、LOOM RECORDS）- ジャケットイラスト
- 泉まくら 「愛ならば知っている」(2015年、術ノ穴）- ジャケットイラスト
- 泉まくら 「P.S.」(2015年、術ノ穴）- ジャケットイラスト
- 宇宙ネコ子「日々のあわ」(2016年、P-VINE RECORDS - ジャケットイラスト）
- 泉まくら「アイデンティティー」 (2016年、術ノ穴）- ジャケットイラスト

### 映像作品
- 禁断の多数決　「ノスフェラトゥ」(2012年)
- 泉まくら 「balloon」(2012年)
- 泉まくら 「candle」pro.nagaco (2013年)
- 禁断の多数決 「ちゅうとはんぱはやめて feat.泉まくら」(2014年)
- 宇宙ネコ子とラブリーサマーちゃん 「日々のあわ」(2014年)
- 泉まくら 「P.S.」 filmed,edited by 藤代雄一朗(ringo-a.me)(2015年)
- 泉まくら 「通学路」(2016年)
- 宇宙ネコ子 「ただいま。」(with tsvaci) (2017年)

### 著作
- 『Less than A4』(2017年、ディー・エル・イー パブリッシング) - イラスト集
- 『セッちゃん』（2018年、裏サンデーコミックス） - 漫画
- 生きていけます（2021年[4]、サンズハウス公式サイト） - 漫画（読み切り）

## 展覧会
- 「パルコでもロイホでもラブホでもいいよ」（GALLERY X BY PARCO、2017年)

## インタビュー
- 「退屈な日々」の終わり、「生活」の尊さ、そして人生の不条理—— 大島智子『セッちゃん』